# Wzgórze Rozalii

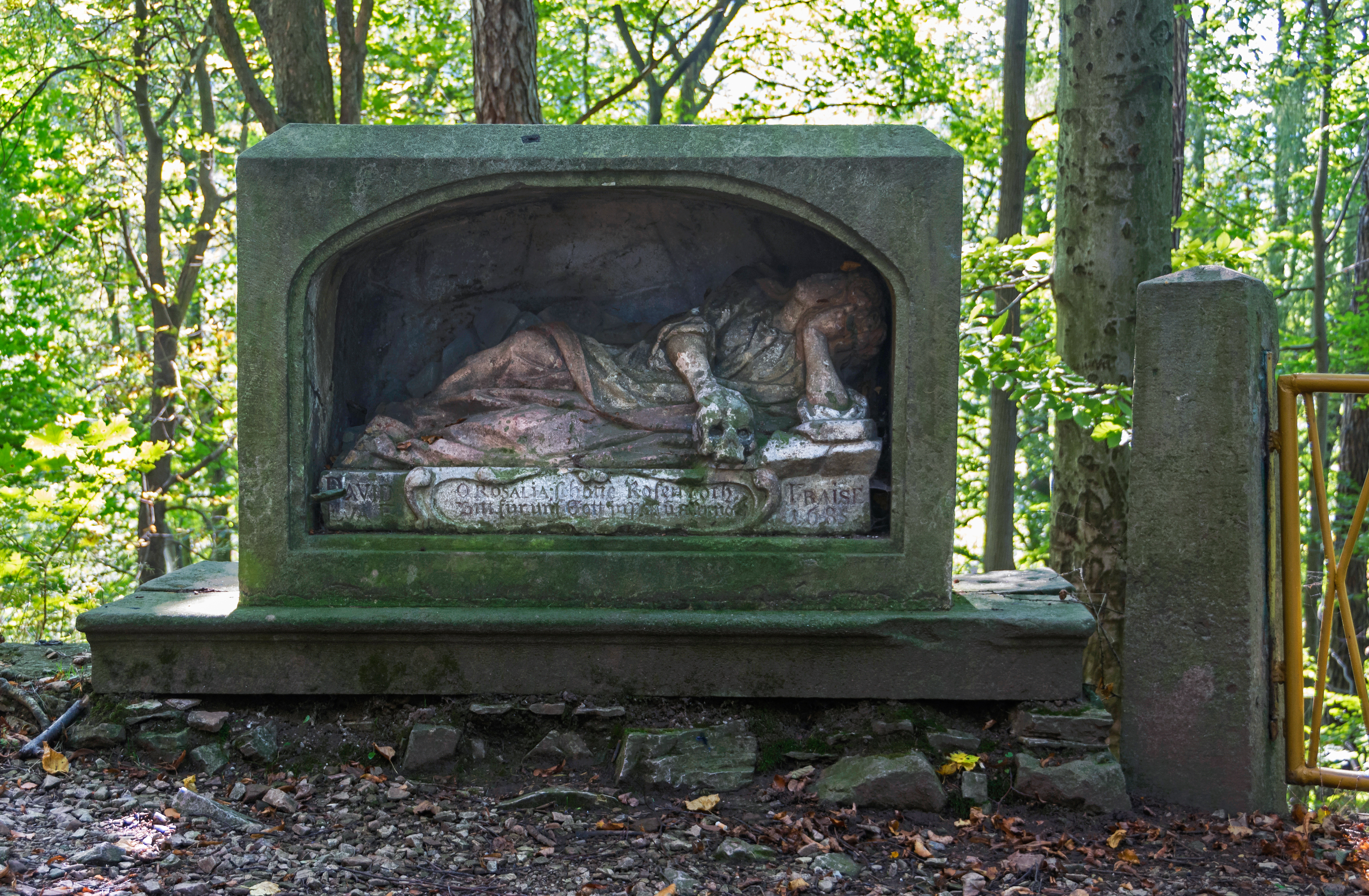
Figura św. Rozalii

Wzgórze Rozalii (548 m n.p.m.) — wzniesienie w Sudetach Środkowych, w Górach Orlickich, w województwie dolnośląskim.

## Położenie
Wzniesienie wyrasta z północno-zachodniego zbocza góry Nawojowej, z którą łączy się wąskim spłaszczeniem. Od strony Dusznik-Zdroju ma kształt regularnego stożka, zbudowanego z łupków łyszczykowych. Całe wzgórze porasta stary las mieszany, wiele drzew to pomniki przyrody. 

## Historia
W 1698 roku na szczycie wzniesiono kaplicę Trójcy Świętej, a w 1704 roku pustelnię. Po ułożeniu dojścia do nich w postaci 141 kamiennych schodów i wytyczeniu sieci ścieżek spacerowych na zboczach, wzniesienie stało się popularnym celem spacerów i punktem widokowym. Największą atrakcją był wtedy pustelnik rezydujący na szczycie. Do lat 90. XX wieku w kaplicy funkcjonowało Muzeum Festiwali Chopinowskich. 
Nazwa wzgórza pochodzi od figury św. Rozalii, pochodzącej z 1685 roku, która znajduje się przy kaplicy. Na niektórych mapach wzgórze występuje pod nazwą Wzgórze Pustelnika lub Kapliczna Góra.

## Szlaki turystyczne
Południowo-zachodnim podnóżem Wzgórza Rozalii przechodzi szlak turystyczny:
- prowadzący z Duszniki-Zdroju na Rozdroże pod Bieścem.